# PP-19 Bizon
El PP-19 Bizon es un subfusil calibre 9x18 mm, desarrollado a principios de 1990 en Izhmash por un equipo de ingenieros liderado por Victor Kalashnikov (hijo de Mijaíl Kalashnikov, quien diseñó el AK-47) y por Alexi Dragunov, el hijo menor de Evgeny Dragunov (diseñador del Fusil de francotirador Dragunov).
El Bizon fue desarrollado a petición del Ministerio del Interior Ruso. Está pensado principalmente para la lucha contra el terrorismo (contraterrorismo) y unidades policiales que necesitan disparar con precisión y rapidez a corta distancia. Los prototipos fueron probados por el Instituto de Investigación de Equipos Especiales en 1995, donde superó a varios competidores, y fue aceptado en servicio el 28 de diciembre de 1996. El Bizon fue suministrado a las unidades de respuesta armada del Servicio Federal de Seguridad (FSB) y al Ministerio de Justicia. Fue utilizado en operaciones de combate contra los separatistas en la inestable región del Cáucaso Norte, específicamente en Chechenia y Daguestán.

## Detalles del diseño

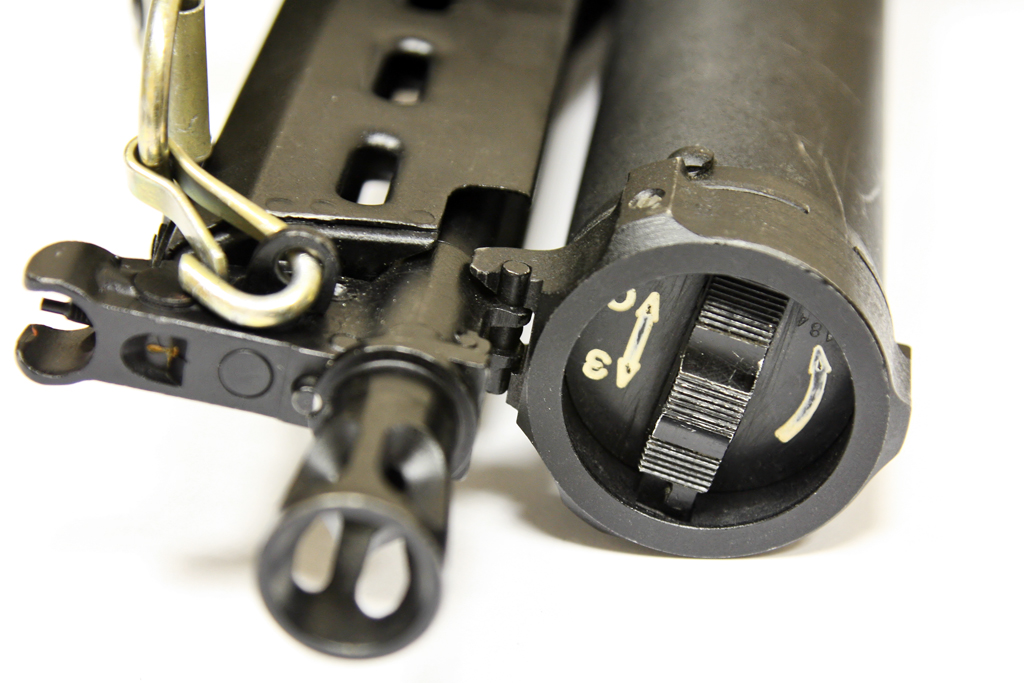
Vista frontal del PP-19 Bizon

El Bizon es un subfusil ligero de fuego selectivo que dispara a cerrojo cerrado, una característica que mejora la precisión del arma. Está basado en el AKS-74 y comparte un 60 % de elementos con el fusil de asalto. Utiliza el cartucho ruso para pistola 9x18 Makarov. Además puede disparar un nuevo cartucho antiblindaje de gran impulso, conocido como 57-N-181SM.

### Mecanismo operativo
El Bizon utiliza el método de recarga por retroceso (Blowback), con un sistema de cerrojo abierto que reduce el coste y la complejidad de su construcción. El ciclo operativo está caracterizado por un retroceso muy corto. El cartucho de 9x18 Makarov sólo empuja el cerrojo parcialmente hacia la parte trasera del cajón de mecanismos, produciendo una cadencia de 700 disparos/minuto. La munición de gran impulso fuerza al cerrojo a llegar hasta el final del cajón de mecanismos, hasta golpear levemente la pared de éste. Como resultado, se alcanza una cadencia de 650-680 disparos por minuto. Esto reduce el retroceso percibido, aumentando el control del arma y la probabilidad de impacto.

### Características
El Bizon no tiene sistema de gas y las piezas internas han sido correspondientemente modificadas. El portacerrojo con manija de carga integrada fue reciclado del AK, sin embargo, el émbolo del pistón y el cerrojo rotativo fueron retirados, cerrándose el anclaje del pistón con una varilla de acero. El muelle recuperador y la varilla-guía son idénticas a los del AK.
Este subfusil tiene un cañón con cuatro estrías a dextrógiro, con una tasa de rotación de 240 mm (1:9 in). El apagallamas tiene una gran abertura rectangular a cada lado para reducir la elevación del arma. Sin embargo, el principal propósito de este aparato es proteger la boca del cañón y el cargador.
El cajón de mecanismos de metal estampado, articulado y remachado del Bizon deriva del AKS-74 y se le ha modificado la parte delantera, ya que se ha retirado el sistema de gases. El guardamanos está hecho de metal estampado y tiene tres ranuras de ventilación a cada lado. El cargador actúa como la parte inferior del guardamanos y en los modelos actuales está estriado para mejorar el agarre. Este subfusil también comparte el mismo gatillo y seguro del fusil AK-47. La palanca del selector está situada en el lado derecho del cajón de mecanismos, sobre el gatillo, teniendo tres modos: cuando está en la posición más elevada, el seguro desactiva el gatillo y bloquea la manija del cerrojo; en la posición media (marcada con "АВ") se puede disparar en modo automático y en la posición más baja ("ОД") se activa el modo semiautomático. Un original mecanismo antirebote de 5 piezas está incorporado en el gatillo, sirviendo como un reductor de cadencia y demorando el disparo hasta que el cerrojo se encuentre sobre la recámara.
El Bizon también emplea la culata del AKS-74. Se pliega sobre el lado izquierdo del cajón de mecanismos, pero al contrario del AKS-74 y el AKS-74U, no es fijada por un retén accionado mediante resorte en la parte delantera del cajón de mecanismos. En cambio, se mantiene cerrada por el pasador delantero, que es más largo en el Bizon que en el AKS-74. La mayor longitud del pasador permite fijar la culata plegable. El pistolete es idéntico al del AK-100 y está hecho de poliamida negra reforzada con fibra de vidrio.

### Alimentación
Una de las características más inusuales del Bizon es su cargador, que es frecuentemente confundido con un lanzagranadas. El cilindro situado bajo el cañón es de hecho un cargador tubular de 64 cartuchos, similar al empleado por el subfusil estadounidense Calico M960. El cargador está hecho de poliamida reforzada con fibra de vidrio y se inserta bajo el guardamanos, paralelo al cañón. Este formato hace al subfusil más compacto y ocultable. Todos los cartuchos están alineados con la punta hacia adelante en el cargador del Bizon, por lo que no puede ser cargado incorrectamente. Los primeros cargadores eran hechos de aluminio y tenían una capacidad de 67 cartuchos. La capacidad de 64 cartuchos de los cargadores de serie fue elegida porque 64 es un múltiplo de 16, y los cartuchos 9x18 Makarov vienen en cajas de 16 cartuchos. El cargador tiene ganchos sobre su parte delantera, que se encajan en dos pasadores situados bajo el soporte del punto de mira y su parte trasera es fijada por un retén tipo Kalashnikov situado delante del guardamonte. Algunos cargadores fueron producidos con agujeros indicadores que permiten al usuario verificar la cantidad de cartuchos cargados; estos se encuentran a intervalos de 4, 24, 44 y 64 cartuchos.

### Mecanismos de puntería
El sistema de puntería es similar al empleado por el AKS-74U y consta de un alza abatible con dos ranuras cuadradas abiertas, fijada permanentemente a la parte superior de la cubierta del cajón de mecanismos, que puede estar posicionada para realizar disparos a una distancia de 50 o 100 metros. El punto de mira fue tomado directamente del Fusil de francotirador Dragunov. Este se encuentra dentro de una cubierta protectora con un agujero en la parte superior que permite insertar una herramienta de ajuste de elevación, mientras que el alza está protegida por dos orejetas de metal.

### Accesorios
El subfusil es suministrado con un cargador, una correa portafusil, un kit de limpieza, aceitera y un portacargadores.

## Variantes
El Bizon original fue denominado retroactivamente Bizon-1, después de que fuese mejorado con la introducción del Bizon-2.

### Bizon-2
El Bizon ha sido continuamente modificado durante su producción y el modelo actual es el Bizon-2, que posee mecanismos de puntería similares a los del AK-47 (un alza con abertura en "U", ajustable para disparos a 50, 100 y 150 metros y un punto de mira semicubierto), un riel montado en el lado izquierdo del cajón de mecanismos para instalar miras ópticas y un nuevo apagallamas ranurado, diseñado para aceptar un silenciador de montaje rápido. El Bizon-2 se fabrica en varias variantes para aumentar el atractivo comercial del producto y demostrar su versatilidad.
Está ofertado en 8 configuraciones diferentes:
- Bizon-2-01: Dispara el cartucho estándar 9 x 19 Parabellum de la OTAN, usando un cargador modificado con capacidad para 53 balas.
- Bizon-2-02: Utiliza el cartucho para pistola 9 x 17 Corto, con un cargador de 64 balas.
- Bizon-2-03: Cartucho 9 x 18 Makarov, con un silenciador integrado.
- Bizon-2-04: Cartucho 9 x 18 Makarov, configurado como una carabina semiautomática.
- Bizon-2-05: Cartucho 9 x 19 Parabellum, modelo semiautomático.
- Bizon-2-06: Cartucho 9 x 17 Corto, modelo semiautomático.
- Bizon-2-07: Con fuego selectivo y cartucho 7,62 x 25 Tokarev. Este modelo no utiliza el cargador tubular característico, usando en su lugar un cargador convencional de acero con 35 balas.

### Bizon-3
También fue desarrollada una variante conocida como Bizon-3, que tiene un alza abatible situada en el extremo de la cubierta del cajón de mecanismos y una culata que se pliega sobre el cajón de mecanismos, siendo sujetada por un retén accionado mediante resorte situado en la cubierta de este. El cañón del arma tiene un adaptador para varios tipos de accesorios. Estos son elegidos por el usuario, dependiendo del empleo táctico del arma, e incluyen silenciadores, frenos de boca, compensadores y apagallamas.

### PP-19-02 Vityaz SN
Una variante para uso convencional de las fuerzas armadas a nivel militar surgió a partir del diseño de la AKS-74U, esta variante es la PP-19-02, a la que se le llamó "Vityaz SN", utiliza un sujetador especial para sostener 2 cargadores, permitiendo una recarga rápida, así como cuenta también con los mismos rieles Picatinny que el AKS-74U y toda la actual serie de fusiles de asalto Kalashnikov (con la finalidad, por supuesto, de colocar punteros láser, linternas, miras ópticas, miras nocturnas, visores infrarrojos, entre otros aparatos ópticos en el arma); aunque utiliza otro tipo de cartuchos, como el 9 x 18 Makarov o el 9 x 19 Parabellum. Esta es, sin duda alguna, una variante interesante para la variedad del subfusil PP-19, de hecho, es la variante más parecida al AKS-74U, puesto que comparte las mismas piezas como la culata plegble, el pistolete o los cargadores curvos.

## Usuarios
- Armenia: El 10 de junio de 2021, el gobierno de Armenia autorizó el uso de PP-19 Bizon como armas para el personal del servicio de aduanas[8].
- Rusia: